# Bang! (karetní hra)
Bang! je karetní hra na motivy Divokého západu. Hru navrhl Emiliano Sciarra a v roce 2002 byla vydána italským vydavatelem DV Giochi. V roce 2004 hra vyhrála cenu Origins Award za Nejlepší karetní hru roku a Nejlepší grafický design. Světově se prodalo přes 4 miliony kopií.
V České republice se hra stala velmi populární. Do roku 2018 se prodalo přes 300 tisíc kusů základní hry Bang! a 200 tisíc kusů rozšíření. Prodeje hry v České republice se staly nejvyšší v celé Evropě[zdroj?] a jedná se o jednu z nejúspěšnějších her vydavatelství Albi. Na nákupním portálu Heureka se hra stala nejpopulárnějším produktem roku v kategorii karetních her v letech 2015, 2016, 2017, 2018 a 2019.
V České republice, Slovensku a Polsku vydává hru a její rozšíření vydavatelství Albi.

## Pravidla
Hru hraje čtyři až sedm hráčů (s rozšířením Dodge City 3-8 hráčů), každý z nich si vylosuje jednu z následujících rolí:
- Šerif
- Pomocník šerifa (Vice)
- Odpadlík (Renegade)
- Bandita

Úkol hry se liší pro každou roli:
- Bandité musí zabít šerifa.
- Šerif a jeho pomocníci musí zabít bandity a odpadlíka.
- Odpadlík musí zůstat poslední naživu, přičemž jako posledního musí zabít šerifa.

Každý si také vylosuje postavu, která má speciální schopnosti. Maximální počet životů postavy je reprezentován náboji na kartě.

### Začátek hry
Každý hráč si vylosuje roli a postavu.
Šerif odhalí svou roli, ostatní role zůstanou tajné. Postavy a jejich schopnosti se odhalí.
Šerif dostane jeden život navíc. Každý hráč dostane tolik karet, kolik má životů. Pouze šerif si bere jen tolik karet, kolik má nábojů na kartě používané postavy.

### Hra
Na počátku svého tahu si hráč lízne dvě karty.
Na některého protihráče, kterého však má na dostřel, může vystřelit zahráním karty „Bang!“. Protihráč se může střele vyhnout zahráním karty „Vedle!“, jinak ztratí jeden život. Pokud hráč ztratil všechny životy, je mrtvý a tím vyřazený ze hry.
Zahráním karty „Pivo“ si může hráč obnovit život. Nemůže však mít víc životů než na počátku hry.
Během jednoho tahu může hráč většinou zahrát jen jednu kartu „Bang!“, ale může hrát i neomezený počet dalších karet, které drží v ruce: může ukrást spoluhráči kartu kartou “panika”, zahodit protihráčovu kartu kartou “cat balou”, uvrhnout protihráče do vězení kartou “vězení”, přivolat bojovné indiány kartou “indiáni” a mnoho dalších.
Na konci tahu smí hráč držet v ruce jen tolik karet, kolik má životů. Ostatní karty musí odhodit, nemá-li postavu umožňující držet neomezený počet karet v ruce. Tato postava se ovšem v základním balíčku hry Bang! nenalézá, nalézá se v rozšíření.
Hra pokračuje po směru hodinových ručiček k dalšímu hráči.

### Vítěz
Hra končí vítězstvím šerifa a pomocníků, pokud jsou mrtvi všichni bandité a odpadlíci a šerif je naživu. Pokud je šerif zabit a posledním hráčem je odpadlík, vyhrává on, jinak vyhrávají bandité.

## Strategie
Šerif by měl střílet jen na své nepřátele. Pokud šerif nevědomky zastřelí pomocníka, okamžitě přijde o všechny své karty.
Bandité se většinou příliš neukrývají a střílejí na šerifa hned, jak na něj dostřelí. Tím se navzájem poznají a nestřílí na své kolegy. Ojediněle se přesto vyplatí, aby jeden bandita zastřelil druhého a za pomoci obdržené odměny poté zabil šerifa.
Šerifovi pomocníci začnou střílet na bandity, jakmile je rozpoznají.
Odpadlík hraje na dvě strany: ze začátku hry brání šerifa, jako by sám byl pomocník, ale později zabije všechny šerifovy pomocníky.

## Rozšíření
- High Noon – Šerif dostane 13 nových speciálních karet, které se na začátku každého kola otáčejí a vyvolávají speciální stavy, které platí pouze pro jedno kolo, např. mrtví hráči se vracejí do hry, všechny karty jsou srdcové, postavy ztrácejí své vlastnosti. U české verze obsaženo v rozšíření Město duchů.
- Dodge City – Rozšíření přináší 15 nových postav a 40 dalších karet, přibyl také druhý odpadlík, takže může hrát celkem osm lidí. U české verze obsaženo v rozšíření Město duchů.
- Město duchů - České vydání rozšíření High Noon a Dodge City v jednom společném balení. V česku vydáno v roce 2005.
- Fistful of Cards - Rozšíření podobné High Noon, přidává do hry 15 nových karet. Česká verze se zkráceným názvem Fistful obsahuje navíc také 2 karty High Noon a 3 nové postavy. V česku vydáno v roce 2005.
- Divoký Západ (Wild West Show) - Rozšíření které přináší 8 nových karet rolí a 10 speciálních karet, které se otáčí po zahrání karet Dostavník a Wells Fargo. Vydáno v roce 2010.
- Zlatá Horečka (Gold Rush) – Rozšíření přináší 8 postav a 24 nových karet (Tomahawk, Wanted!), dva nové mechanismy (stínového odpadlíka a karty vybavení kupované za zlato). Vydáno v roce 2011.
- Údolí Stínů (The Valley of Shadows) - Rozšíření které přináší 20 nových karet: 5 postav a 15 hracích karet. Bylo vytvořeno hráči z Česka a Slovenska, autor hry Emiliano Sciarra poté karty dále testoval a upravil. V česku a slovensku vydáno v roce 2011, v ostatních zemích až v roce 2014.
- Ozbrojení a Nebezpeční (Armed & Dangerous) - Rozšíření obsahuje 8 nových postav, 28 nových hracích karet a 32 žetonů nabití (umístíte je doprostřed stolu). Vydáno v roce 2017.
- Velká vlaková loupež (The Great Train Robbery) - Rozšíření obsahuje 17 karet vlaku, 14 karet stanic, 9 postav a 16 hracích karet. Přidává do hry nový prvek v podobě vlaku, díky kterému mohou hráči získat zajímavé výhody. Podobně jako Údolí Stínů vzniklo toto rozšíření na základě návrhů českých a slovenských hráčů. Vydáno v roce 2021.
- Legendy  (Legends) - Rozšíření obsahuje 32 hracích karet, 16 karet postav, 16 karet činů, 35 dřevěných žetonů slávy. S tímto rozšířením se ujmeme role legendárních verzí klasických postav. Vydáno v roce 2024.

## Speciální vydání
V roce 2007 byla v česku vydána speciální edice hry Super střela v balení ve tvaru střely, která obsahovala základní hru Bang!, rozšíření Město duchů a Fistful, 2 prázdné karty na vlastní nápady a šerifskou hvězdu. V roce 2011 byla vydána nová verze této edice, obsahující ještě navíc i rozšíření Divoký západ.
V roce 2021 byla v česku vydána speciální edice hry Dynamite Box v balení ve tvaru kufříku, která obsahovala základní hru Bang!, všechny do té doby vydané rozšíření (Město duchů, Zlatá horečka, Ozbrojení a nebezpeční, Vlaková loupež, Fistful, Divoký západ a Údolí stínů), a dřevěný dynamit. Kufříkové balení k této edici šlo koupit i samostatně.

## Verze hry
Od prvního vydání v roce 2002 hra prošla mnoha změnami, nových verzí se dočkala základní hra i některá rozšíření. U některých karet byly v novějších verzích změněny obrázky, jedná se o karty BANG!, Vedle! a karty rolí (Šerif, Bandita,..). Karty Appaloosa (ze základní hry Bang!) a Silver (z rozšíření Město duchů) dostaly nový obrázek a byli přejmenovány na Hledí. Mnoha změn se postupně dočkaly i herní pravidla kde byla například upřesněna funkce karty Vězení. Jednotlivé verze hry se označují jako edice (edition). Základní hra se dočkala již čtvrté edice (4th Edition) v roce 2008.

## Zajímavosti

### Čeština
Hra má český překlad a prodává se s českým i slovenským návodem. Dlouhou dobu se však karty prodávaly pouze v italském originále bez překladu, pouze s návodem. Ačkoliv je text na kartě přeložen, je na ní kromě českého většinou i originální (tj. italský) název, např. Mancato u karty „Vedle!“ nebo Birra u karty „Pivo“.

### Jména postav
Postavy ve hře se jmenují podle skutečných lidí (s výjimkou Lucky Luke a Limonádový Joe), ale jsou zkomolena:
- Jesse Jones = Jesse James
- Belle Star = Belle Starr
- Bart Cassidy = Butch Cassidy
- Calamity Janet = Calamity Jane
- Willy The Kid = Billy the Kid
- Doc Holyday = Doc Holliday
- Kit Carlson = Kit Carson
- Lucky Duke = Lucky Luke
- Big Spencer = Bud Spencer
- Limonádový Jim = Limonádový Joe
- Teren Kill = Terence Hill

## Bang! Duel
Bang! Duel je samostatná hra pro dva hráče, ke které nepotřebujete základní hru Bang!. Hráči si rozdělí strany, za které budou hrát – muži zákona proti banditům. Hra byla vydána v roce 2015.
Hra obsahuje: 80 hracích karet, 24 karet postav, 4 přehledové karty, 1 kartu přípravy, 20 žetonů nábojů, 2 žetony aktivních postav a pravidla.

### Bang! Duel - Odpadlíci
Rozšíření ke hře Bang! Duel, které do hry přidává 4 nové herní módy včetně možnosti hrát hru pro tři hráče. Toto rozšíření bylo vydáno v roce 2019.
Hra obsahuje: 40 herních karet, 12 karet postav, 10 žetonů nábojů, žeton aktivní postavy a pravidla.

## Bang! kostková hra
BANG! kostková hra je samostatná hra pro 3-8 hráčů, ke hře nepotřebujete základní hru BANG!.
Hra kombinuje principy karetní hry Bang! s kostkovou hrou, kde výsledky kostek využíváte pro různé akce jako střelbu, léčení životů, střelbu z kulometu atd. Hra byla vydána v roce 2013.
Hra obsahuje: 5 kostek, 30 karet, 9 žetonů šípu, 40 žetonů nábojů a pravidla.

### Bang! kostková hra – Old Saloon
Rozšíření ke kostkové hře Bang! které do hry přidává pět nových modulů, které se dají navzájem kombinovat a ozvláštňují tak partie kostkové hry Bang!. Toto rozšíření bylo vydáno v roce 2016.
Hra Bang! Old Saloon obsahuje: 2 kostky saloonu, 22 karet, 7 žetonů pro ducha, žeton šípu indiánského náčelníka, body života a pravidla.

### Bang! kostková hra – NEmrtví nebo živí
Rozšíření ke kostkové hře Bang!, které do hry přidává pět nových modulů. Toto rozšíření bylo vydáno v roce 2019.
Hra Bang! kostková hra - NEmrtví nebo živí obsahuje: 2 soubojové kostky, 8 postav, 18 karet zuřivosti, 11 karet krchova, 15 žetonů soubojového zranění, 8 souhrnných karet a pravidla.

## Samurajský meč
Samurajský meč je karetní hra pro 3 až 7 hráčů, jejíž systémy vychází ze hry Bang!. Zasazena je do středověkého Japonska, kdy samurajové chránili svého vládce Shoguna. Stejně jako v Bangu jsou ve hře skryté postavy, některé mechanismy se ale liší. Výraznou změnou je, že nikdo nevypadává. O vítězství či prohře rozhodují body cti. Stejně jako Bang! i tuto hru navrhl Emiliano Sciarra. Hra byla vydána v roce 2012 a o rok později byla vydána i s českou lokalizací vydavatelstvím Albi. V České republice se hra velkého zájmu nedočkala. V roce 2014 vyšlo rozšíření Samurai Sword: Rising sun, které ale nikdy nezískalo českou lokalizaci.